# گالوانی (دهانه)
گالوانی یک دهانه برخوردی در ماه‌ است.

## دهانه‌های اقماری
این دهانه ۲ دهانه اقماری دارد.
| Galvani | عرض جغرافیایی | طول جغرافیایی | قطر          |
| ------- | ------------- | ------------- | ------------ |
| B       | ۴۹.۵° N       | ۸۹.۰° W       | ۱۵.۰ کیلومتر |
| D       | ۴۷.۸° N       | ۸۸.۳° W       | ۱۳.۰ کیلومتر |